# Seigneurie du Lac-Matapédia
Pour les articles homonymes, voir Matapédia.
La seigneurie du Lac-Matapédia est un territoire forestier situé sur la rive nord du lac Matapédia dans la vallée de la Matapédia dans l'Est du Québec. La seigneurie est actuellement sous un contrat d'approvisionnement et d'aménagement forestier (CAAF) avec le ministère des Ressources naturelles et de la Faune du Québec (MNRF). Il s'agit également du parc régional de la Seigneurie-du-Lac-Matapédia sur une partie de son territoire.

## Toponymie

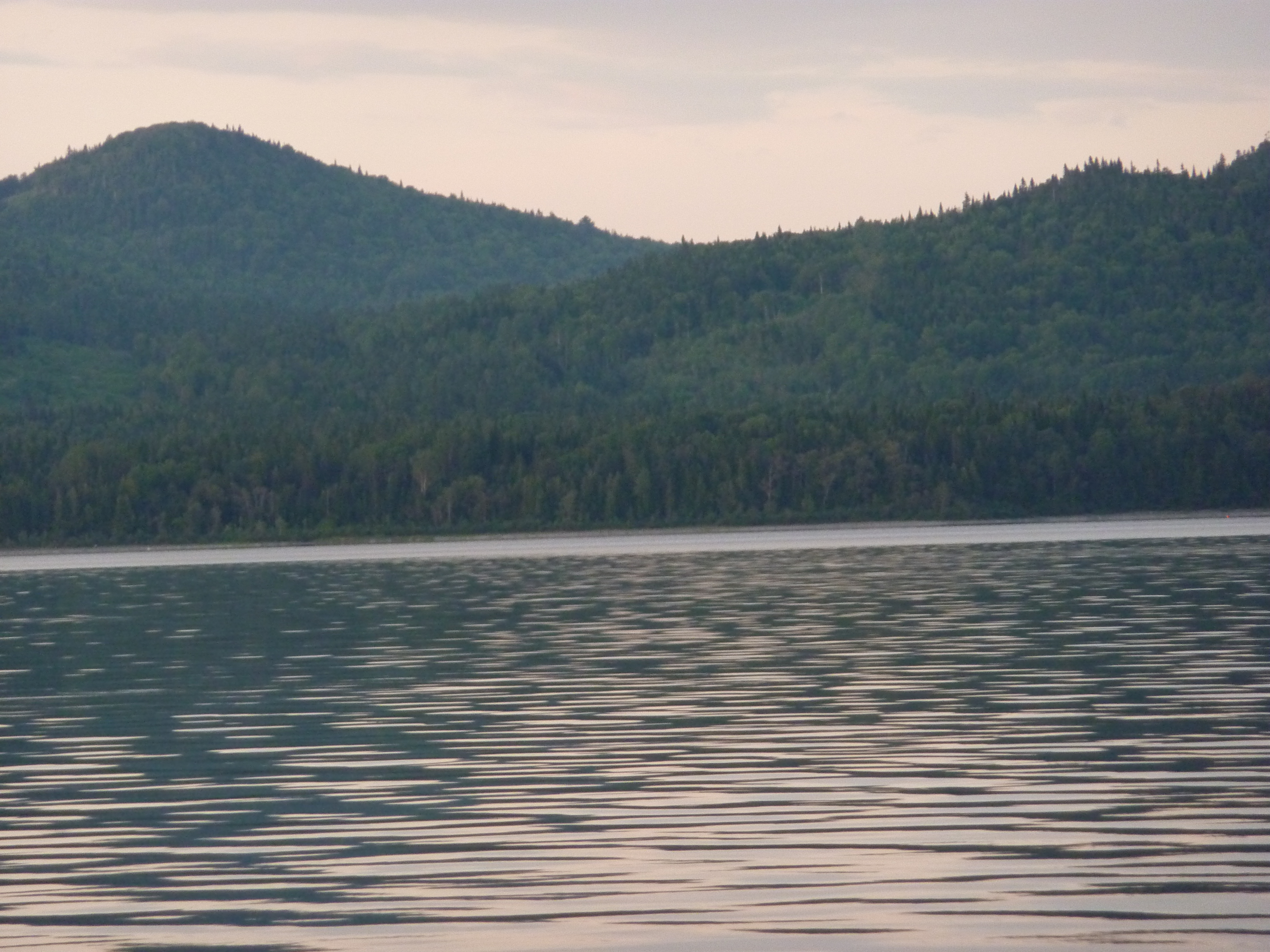
Vue du lac Matapédia et de la seigneurie

Le toponyme de la seigneurie vient du nom du lac Matapédia auquel elle est adjacente. Le terme Matapédia est d'origine micmacque et, dès les années 1600, on pouvait lire Matapeguia.
L'origine de ce toponyme serait le terme micmac matapegiag qui signifie « jonction de rivières ».

## Situation géographique

Localisation du territoire non organisé du Lac-Matapédia dans la MRC de La Matapédia couvrant la majorité du territoire de la seigneurie actuelle

La seigneurie du Lac-Matapédia se situe dans le territoire non-organisé du Lac-Matapédia dans la municipalité régionale de comté de La Matapédia dans la région administrative du Bas-Saint-Laurent. La seigneurie fait partie de la région touristique de la Gaspésie dans la sous-région touristique de la vallée de la Matapédia.
La seigneurie s'étire sur une lieue sur la rive nord du lac Matapédia. Le territoire de la seigneurie couvre une superficie de 68,3 km2. Autrefois, la seigneurie couvrait tout le territoire entourant le lac Matapédia.

## Histoire

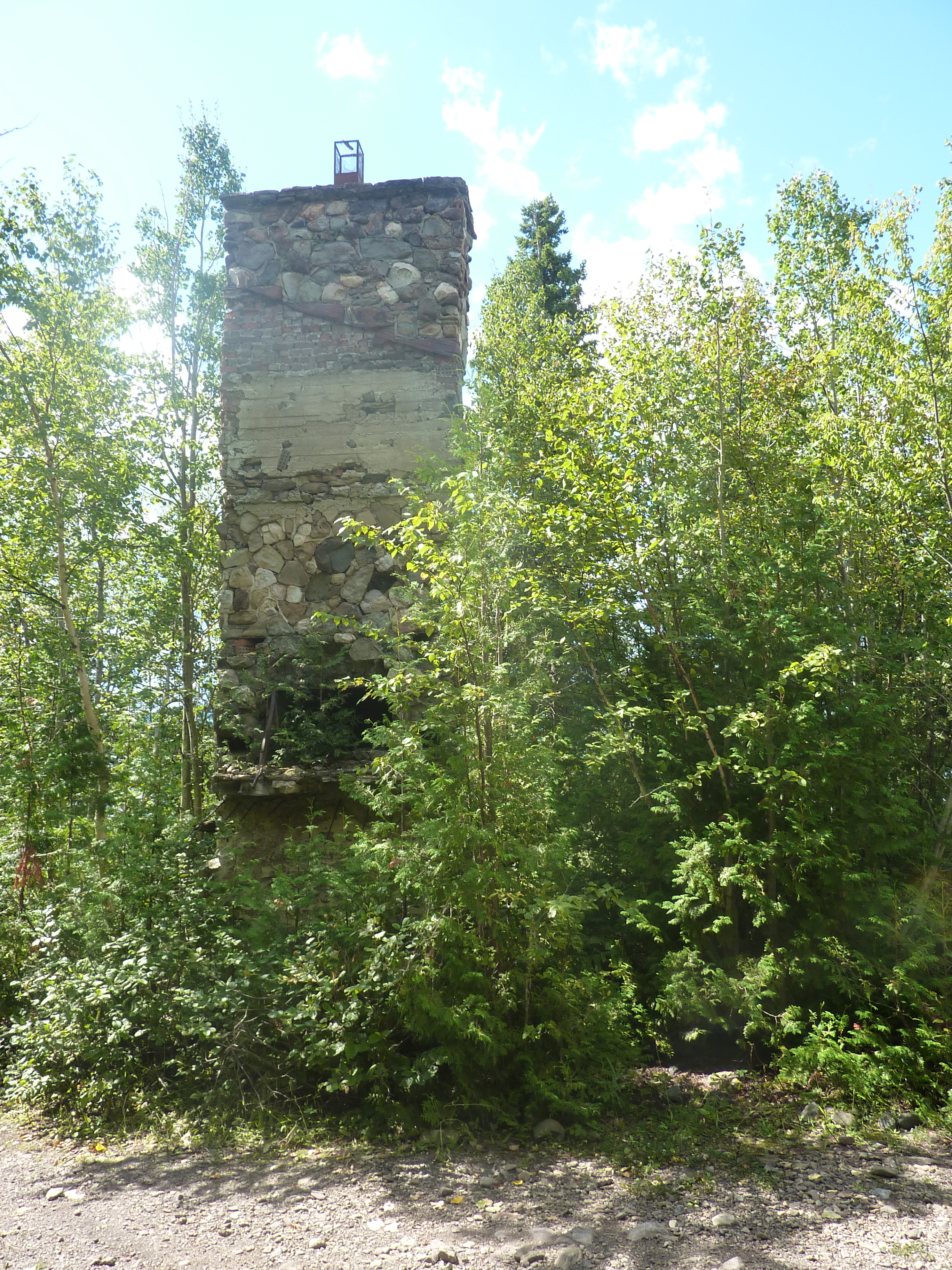
Cheminée des ruines du chalet à Soucy dans la seigneurie du Lac-Matapédia

La région est habitée par les Micmacs avant l'arrivée des Européens en Amérique du Nord.
Le 26 mai 1694, la seigneurie du Lac-Matapédia a été concédée à Charles-Nicolas-Joseph d'Amours de Louviers (ou Damour de Louvière) par le gouverneur de la Nouvelle-France, Frontenac, et l'intendant Champigny. Charles d'Amours de Louviers mourut en 1728 sans léguer explicitement la seigneurie. Mais Marie-Françoise Damours de Louvières en avait hérité ; elle avait épousé Jean-Baptiste Moyse de Rémond et légua la seigneurie à leur fils Jean-Baptiste Raymond (1757-1825). Ayant eu des difficultés financières, celui-ci la vendit pour £700 en juin 1796 à Patrick Langan.
À l'origine, la seigneurie couvrait tout le territoire autour du lac Matapédia. Dans les années 1830, alors que le chemin Kempt et le chemin Matapédia se construisaient, il n'y avait aucune mention de cette seigneurie sur les cartes. La paroisse de Sayabec fut érigée canoniquement en 1896 et comprenait une partie de la seigneurie du Lac-Matapédia. Dans les années 1920, la paroisse de Sayabec comptait au-dessus de cinq cents familles. Plus à l'est, vient la paroisse de Val-Brillant qui est entièrement comprise dans la seigneurie qui fut érigée canoniquement en 1889 à la demande de Pierre Brillant, surnommé le « Père de la Vallée ». À l'extrémité orientale de la seigneurie du lac Matapédia où celui-ci devient la rivière Matapédia s'est développée la paroisse d'Amqui qui fut érigée canoniquement en 1889 et qui comprend une partie du territoire de la seigneurie. La paroisse d'Amqui avait plus de 3 000 habitants dans les années 1920.

## Protection

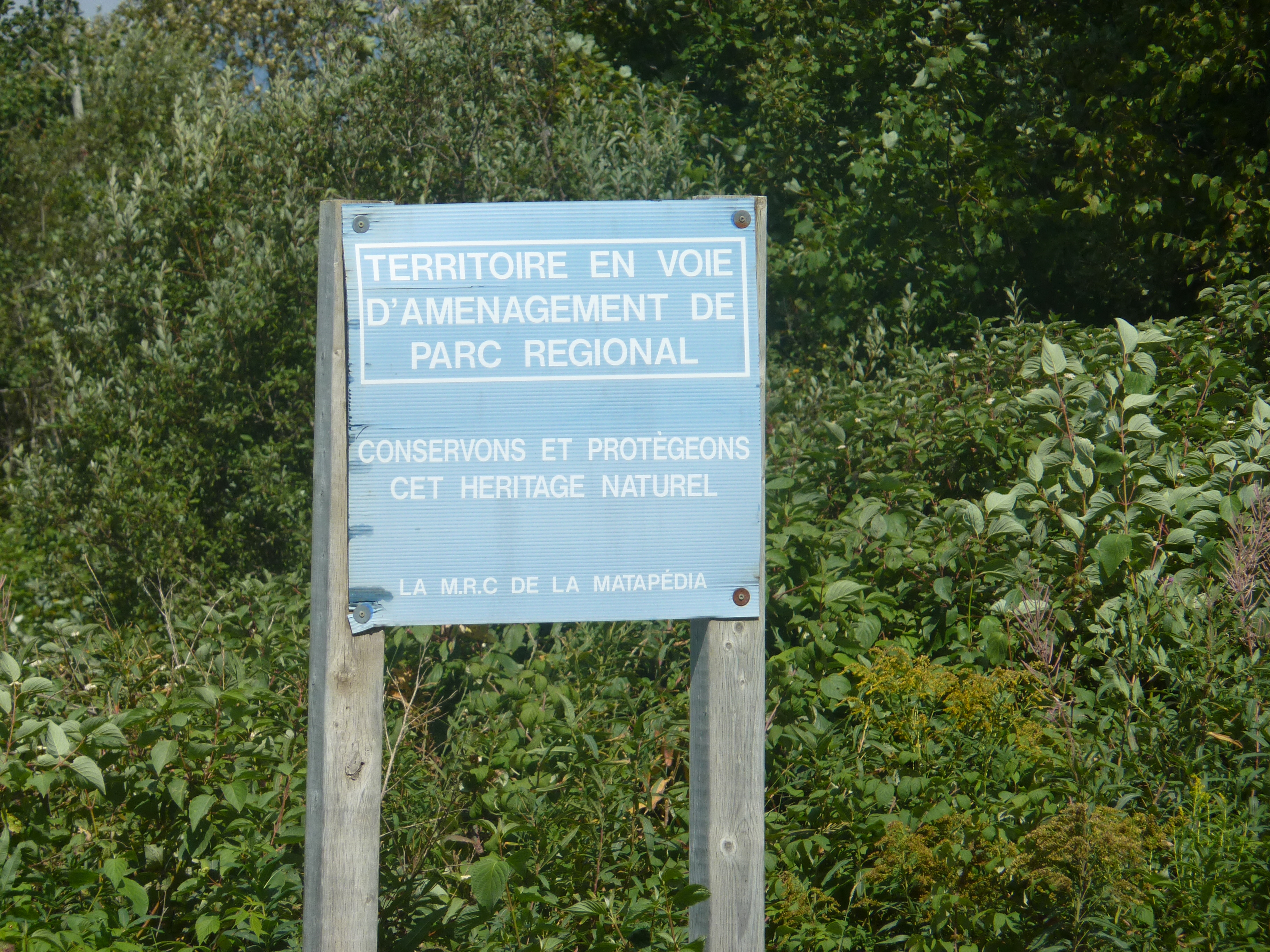
Pancarte signalant l'aménagement du territoire en parc régional

Une aire protégée, la forêt refuge du Lac-Matapédia, a été créée afin de protéger des calypsos.
Une partie de la seigneurie du Lac-Matapédia est en voie de devenir un parc régional.

## Tourisme

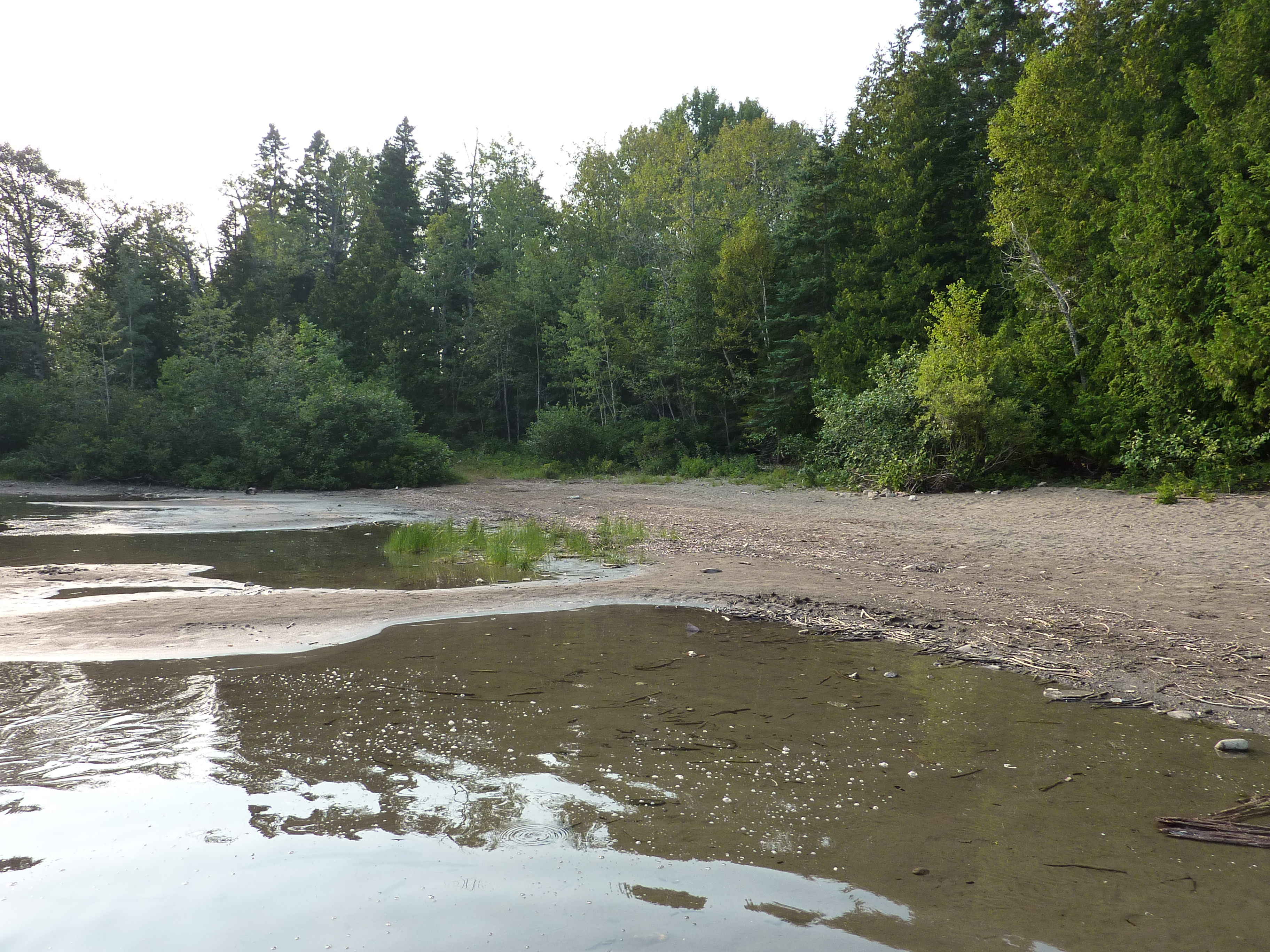
Plage du dépôt à Soucy

Il y a sept sentiers pédestres qui totalisent 19 km de marche en boucle. De plus, le Sentier international des Appalaches traverse la seigneurie du Lac-Matapédia.
Quelques plages donnent sur le lac Matapédia sur le territoire de la seigneurie. Ces plages sont ouvertes au public. Certaines comme celle du chalet à Soucy sont aménagées.